# زيندن هاميلتون
زيندن هاميلتون (بالإنجليزية: Zendon Hamilton)‏ مواليد 27 أبريل 1975 في فلورال بارك، هو مدرب كرة سلة أمريكي ولاعب سابق. بدأ مسيرته الاحترافية في سنة 1998. يدرب في دوري الرابطة الوطنية لفئة التطوير. يبلغ طوله 6 قدم 9 بوصة (2.1 م). اعتزل اللعب في 2012.

## المسيرة الاحترافية
لعب مع بلد الوليد في الدوري الإسباني في موسم 1998–1999، ثم لعب مع لوس أنجلوس كليبرز في موسم 2000–2001، ثم لعب مع دنفر ناغتس في موسم 2001–2002، ثم لعب مع تورونتو رابتورز في سنة 2003، ثم لعب مع جوفينتوت بادالونا في الدوري الإسباني في سنة 2003، ثم لعب مع فيلادلفيا سفنتي سيكسرز في موسم 2003–2004، ثم لعب مع ميلووكي باكز في موسم 2004–2005، ثم لعب مع كليفلاند كافالييرز في موسم 2005–2006.

## روابط خارجية
- زيندن هاميلتون على موقع إن بي أي (الإنجليزية)
- زيندن هاميلتون على موقع سبورتس رفرنس (الإنجليزية)
- زيندن هاميلتون على موقع الدوري الإسباني لكرة السلة (الإسبانية)
- زيندن هاميلتون على موقع كرة السلة الأوروبية.كوم (الإنجليزية)
- زيندن هاميلتون على موقع كلية كرة السلة في سبورتس رفرنس.كوم (الإنجليزية)
- زيندن هاميلتون على موقع ريلجم (الإنجليزية)
- زيندن هاميلتون على موقع بروبوليرز (الإنجليزية)
- زيندن هاميلتون على موقع سبورتس رفرنس (الإنجليزية)
- زيندن هاميلتون على موقع سبورتس رفرنس (الإنجليزية)